# تومي فريمان (ملاكم)
تومي فريمان (بالإنجليزية: Tommy Freeman)‏ مواليد 22 يناير 1904 في هت سبرينغز - الوفاة 20 فبراير 1986 في ليتل روك، كان ملاكم محترف أمريكي صنّف ضمن فئة وزن الوسط.

## إحصائيات
خاض خلال مسيرته 213 نزالا، فاز في 173 وتعادل في 20 وخسر في 20. فاز بالضربة القاضية في 83 نزالا.

## روابط خارجية
- تومي فريمان على موقع بوكس ريك (الإنجليزية) (registration required)